# The Birdcage
The Birdcage (Una jaula de grillos en España, La jaula de los pájaros en Argentina y La jaula de las locas en el resto de Hispanoamérica) es una película  estadounidense, estrenada  el 8 de marzo de 1996 y dirigida por Mike Nichols con adaptación de Elaine May al guion original. Se trata de un remake de la película franco-italiana La Cage aux folles de 1978, que a su vez, está basada en la obra teatral homónima.

## Argumento
Armand Goldman es el dueño, abiertamente gay, de un club de drag queens en South Beach llamado The Birdcage; su afeminado y extravagante compañero Albert es la estrella del club, cuyo nombre es Starina. Viven juntos en un apartamento encima de The Birdcage con Agador, una ama de llaves guatemalteca, abiertamente gay y igualmente extravagante, que aspira a participar en el espectáculo de travestis de Armand.
El hijo de 20 años de Armand, Val, que es fruto de una relación de una noche de borrachera con una mujer llamada Katharine, regresa a casa para anunciar que está comprometido con una joven llamada Barbara. Aunque Armand y Albert no están muy contentos con la noticia, aceptan apoyar a Val.
Los padres de Barbara son el senador republicano ultraconservador Kevin Keeley, cofundador de un grupo conservador llamado Coalition for Moral Order, y su esposa Louise. Kevin inicialmente se opone al compromiso de Barbara. Sin embargo, pronto se ve envuelto en un escándalo político cuando el otro cofundador de la Coalición y compañero senador de Kevin es encontrado muerto en la cama de una prostituta negra menor de edad. Louise lo convence de que la boda de Barbara reforzará su imagen de hombre de familia honrado, pero al senador le preocupa que la familia de Val se niegue a permitir que se celebre debido al escándalo, por lo que insiste en que no pueden anunciar el compromiso a la prensa hasta que haya hablado con los padres de Val y pueda estar seguro de que la boda se llevará a cabo. Con este fin, los Keeley planean una visita a South Beach.
Barbara comparte con Val la noticia del plan de su padre. Para ocultar la verdad sobre los Goldman, les ha dicho a sus padres que Armand es heterosexual, se llama Coleman (para ocultar que son judíos ) y es un agregado cultural en Grecia. A Armand no le gusta la idea de que lo obliguen a guardar el armario , pero acepta seguir el juego, solicitando la ayuda de amigos y empleados del club para redecorar el apartamento para que se parezca más a una casa tradicional. Val y Armand intentan mantener a Albert fuera de la casa, pero cuando fallan, Albert sugiere que se hará pasar por el tío heterosexual de Val. Armand se pone en contacto con Katharine y le explica la situación; ella promete ir a la fiesta y fingir ser su esposa. Armand intenta entrenar a Albert sobre cómo actuar de manera heterosexual, pero la naturaleza extravagante de Albert dificulta la tarea. Armand se da cuenta de que su plan no engañará a nadie. Albert se ofende y se encierra en su habitación.
Los Keeley llegan al apartamento redecorado de los Goldman y son recibidos por Agador, que intenta hacerse pasar por un mayordomo griego llamado Spartacus por una noche. Desafortunadamente, Katharine se queda atrapada en el tráfico y los Keeley comienzan a preguntarse dónde está la "Sra. Coleman". De repente, Albert entra, vestido y arreglado como una mujer conservadora de mediana edad. Armand, Val y Barbara están nerviosos, pero Kevin y Louise se dejan engañar por el disfraz.
A pesar del éxito de la velada, los problemas comienzan cuando el chofer del senador lo traiciona ante dos periodistas sensacionalistas , Harry Radman y su fotógrafo, que esperaban una exclusiva sobre la historia de la Coalición y han seguido a los Keeley hasta South Beach. Mientras investigan The Birdcage, también eliminan una nota que Armand ha dejado en la puerta informando a Katharine de que no suba las escaleras. Cuando ella llega, revela sin saberlo los engaños, lo que lleva a Val a confesar el plan y finalmente identificar a Albert como su verdadero padre.
Kevin está inicialmente confundido por la situación, pero Louise le informa la verdad y lo regaña por estar más preocupado por su carrera que por la felicidad de su familia. Cuando intenta irse, es emboscado por los paparazzi que están acampados afuera para tomarle una foto. Albert se da cuenta de que hay una manera de que la familia escape sin ser reconocidos. Los viste de drag y usan la entrada trasera del apartamento para colarse en The Birdcage, donde, bailando "We Are Family  " de Sister Sledge, salen del club nocturno sin incidentes. Barbara y Val se casan en un servicio interreligioso al que asisten ambas familias.

## Reparto
- Robin Williams - Armand Goldman
- Nathan Lane - Albert
- Gene Hackman - Senador Kevin Keeley
- Dianne Wiest - Louise Keeley, esposa del senador
- Dan Futterman - Val Goldman, hijo de Armand
- Calista Flockhart - Barbara Keeley, hija del senador y prometida de Val
- Hank Azaria - Agador, el criado
- Christine Baranski - Katherine Archer, madre de Val

## Recepción
La película fue bien recibida por la crítica y la audiencia. Cuenta con un 79% de rating aprobatorio en la página Rotten Tomatoes, basado en 47 reseñas. Su consenso afirma: "Mike Nichols presenta divertidas actuaciones de Robin Williams y Nathan Lane en este divertido, si no esencial, remake de la comedia franco-italiana La Cage aux Folles".
James Berardinelli afirmó en su reseña: "La película es tan bulliciosa que es fácil para el espectador desprevenido no darse cuenta de su mensaje intrínseco". Desson Thomson de The Washington Post describió a la cinta como "Un enérgico remake que tiene todo en su sitio". Owen Gleiberman de Entertainment Weekly se refirió a la película como "Encantadoramente ingeniosa".